# Nagashima Hiroaki
Hiroaki Nagashima (長島 裕明, sinh ngày 22 tháng 3 năm 1967) là một huấn luyện viên và cựu cầu thủ bóng đá người Nhật Bản.

## Sự nghiệp Huấn luyện viên
Hiroaki Nagashima đã dẫn dắt Tokushima Vortis.